# Sergej Petrovič Banevič
Sergej Petrovič Banevič (in russo Сергей Петрович Баневич?; Ochansk, 2 dicembre 1941) è un compositore sovietico e russo.

## Biografia
Nacque nell'Oblast' di Perm' da una famiglia lengingradese evacuata, che fece ritorno nella città di origine nel 1944. Studiò al Conservatorio di Leningrado, presso il quale si diplomò nel 1966, terminando poi il dottorato nel 1969 nella classe di Orest Evlachov.
Autore prevalentemente di composizioni di musica per bambini, nel 1979 ha scritto tra l'altro l'opera lirica La storia di Kaj e Gerda, ispirata alla favola di Hans Christian Andersen La regina delle nevi.